# كلود توماس
كلود توماس (بالإنجليزية: Claude Thomas)‏ هو لاعب كرة قاعدة أمريكي، ولد في 15 مايو 1890 في ستانبري في الولايات المتحدة، وتوفي في 6 مارس 1946.

## وصلات خارجية
- كلود توماس على موقعبيزبول رفرنس.كوم (الدوري الرئيسي) (الإنجليزية)
- كلود توماس على موقعبيزبول رفرنس.كوم (الدوري الثانوي) (الإنجليزية)